# Chhalla
Chhalla o Chhalala fou un petit estat tributari protegit al districte de Jhalawar, a Kathiawar, presidència de Bombai. Està format per un sol poble amb dos tributaris separats.
Un tribut de 97 lliures es pagava al govern britànic i 7 lliures al nawab de Junagarh.